# Prix Kadhafi des droits de l'homme
 (avril 2017).
Le prix Mouammar Kadhafi des droits de l'homme est une distinction politique, créée en 1988 par Mouammar Kadhafi.
Ce prix a pour but d'honorer « les personnalités et les organisations qui jouent un rôle marquant dans le domaine des droits humains ».

## Présentation
Le prix est décerné par le Comité populaire international lors d'une cérémonie organisée par les autorités de la Jamahiriya arabe libyenne.
Ce prix est décrié par de nombreux démocrates comme un outil de propagande, Mouammar Kadhafi ayant été accusé de son vivant de ne pas respecter les droits de l'homme dans son propre pays.
Dans un article de 1989, le magazine Time affirme que Jean Ziegler aurait participé au jury du prix. D'autres sources comme The Independent ou Times of Malta ou l'ONG UN Watch affirment qu'il aurait même cofondé le prix. Ziegler dément maintenant avoir créé ce prix, l'avoir financé ou avoir fait partie du jury.
Après la révolution libyenne de 2011 qui entraîne la fin du régime de Kadhafi et la mort de ce dernier, ce prix cesse d'être attribué.

## Récipiendaires
Les citations sont celles prononcées par le Comité populaire international qui attribue le prix.
- 1989
  -  Nelson Mandela
- 1990 : les enfants palestiniens de l'Intifada
- 1991 : les Amérindiens
- 1992
  -  Le Centre africain de lutte contre le sida
- 1993
  -  Les enfants victimes de la guerre de Bosnie-Herzégovine
- 1994
  - L'Union interafricaine des droits de l'homme
- 1995
  -  Ahmed Ben Bella, ancien président algérien
  -  Francisco da Costa Gomes, ancien président portugais
- 1996
  -  Louis Farrakhan, dirigeant de la Nation of Islam
- 1997
  -  Gracelyn Smallwood, Melchior Ndadaye, Melba Hernandez, Manal Younes Abdul-Razzak et Doreen McNally, « cinq symboles de la lutte de la femme des cinq continents »
- 1998
  -  Fidel Castro, dirigeant de la République Cubaine
- 1999
  -  Les enfants de l'Irak victimes de l'embargo
- 2000 : « cinq symboles de la lutte pour la liberté et l'égalité »
  -  Souha Bechara
  -  Écrivain et historien burkinabé Joseph Ki-Zerbo
  -  Evo Morales Ayma
  - le Mouvement de septembre
  -  le Centre européen pour le tiers monde
- 2002 : treize écrivains et intellectuels libyens, arabes et européens : Mamado Diaye, Roger Garaudy, Ibrahim Al-Koni, Nadeem Albetar, Ali M. Almosrati, Khaifa M. Attelisie, Mohamed A. Alsherif, Ali Fahmi Khshiem, Rajab Muftah Abodabos, Mohamed Moftah Elfitori, Ali Sodgy Abdulgader, Ahmed Ibrahim Elfagieh ;  Jean Ziegler malgré son démenti en 2011, et malgré son annonce de refus du prix en 2013)[7]
- 2003
  -  Le pape Chenouda III d'Alexandrie (Égypte), patriarche de la Prédication de Saint Marc
- 2004
  -  Hugo Chávez, le président du Venezuela pour (selon Daniel Ortega) « ses positions courageuses et sa lutte contre l'injustice et en appréciation de son rôle éminent sur la scène internationale, et en particulier en Amérique latine, en faveur de la liberté de ses peuples et de l'amélioration des conditions de vie des millions de personnes vivant dans la misère »
- 2005
  -  Mahathir Mohamad, ancien Premier ministre de Malaisie, « en considération de ses efforts pour la dignité du citoyen malaisien et de sa compréhension exacte du rôle de l'islam épanoui et pionnier, ainsi que de son dynamisme louable pour le bien-être et le bonheur de l'Homme » et l'organisation Nord-Sud 21
- 2006
  -  Evo Morales
- 2007
  -  Les Bibliothèques de la ville de Tombouctou
- 2008
  -  Dom Mintoff, homme politique maltais
- 2009
  -  Daniel Ortega, président de la République du Nicaragua
- 2010
  -  Recep Tayyip Erdoğan, Premier ministre de la Turquie